# 相知くんち
相知くんち（おうちくんち）とは、佐賀県唐津市相知町にある熊野神社の秋祭りである。

## 概要
唐津藩主・小笠原家の大名行列を模したという「羽熊行列」は、全国的にも非常に貴重な伝統芸能といわれる。

## 実施日
毎年10月中旬に3日間開催され、金曜日は宵山、土曜日は羽熊行列・御神輿行列・幼稚行列・中山浮立・山笠巡行・大野大黒舞、日曜日は子供羽熊行列・山笠巡業が行われる。
2020年（令和2年）は、10月16日 - 10月18日までの日程で開催する予定だったが、2019新型コロナウイルスの感染防止のため中止すると発表した。中止は1988年（昭和63年）年の昭和天皇の闘病で自粛して以来。
例大祭神事は10月17日、関係者だけで行う。

## 羽熊行列
土曜日に行われる羽熊行列では、長さ約3.5 m、重さ約20 kgある毛やりを交代で持ち、次の人へ投げ渡しながら行進する。後には稚児行列などが続き、高さ約7 mある山笠が最後尾を進む。

## 参加地区・団体
参加地区は、相知市街周辺の住民がほとんどである。幼稚行列では、相知エルアンこども園が参加するため、相知市街周辺以外の地区からも参加する。

## 放送
以前は相知町のケーブルテレビであるあいあいテレビで放送されていたが、現在は唐津市のぴ〜ぷる放送で放送される。また、サガテレビ（STS）でも放送されることがある。

## アクセス
相知宿通り（相知支所、熊野神社付近）
- JR唐津線相知駅から徒歩10分
- JR筑肥線肥前久保駅から徒歩20分